# Хаджанович, Адис
Адис Хаджанович (сербохорв. Adis Hadžanović; 2 января 1993, Сараево) — боснийский футболист, опорный полузащитник.

## Биография
Начал заниматься футболом в 1999 году в клубе «Олимпик» (Сараево) у тренера Фадила Аганспахича. Дебютировал на взрослом уровне за «Олимпик» 7 марта 2010 года в матче премьер-лиги Боснии против «Вележа». Всего за три неполных сезона сыграл 13 матчей за клуб. В 2012 году выступал в низших лигах Боснии за «Фамос» (Храсница).
В 2013 году перешёл в «Нымме Калью» (Таллин). Первый матч в чемпионате Эстонии сыграл 2 марта 2013 года против «Пайде». Не смог закрепиться в основном составе клуба, сыграв за сезон лишь 4 матча в чемпионате — три на старте сезона и один в июле. Со своим клубом стал серебряным призёром чемпионата. Также стал финалистом Кубка Эстонии, в финальном матче остался в запасе, а всего в этом турнире сыграл 3 матча и забил 3 гола. Большую часть сезона 2013 года провёл в резервной команде в третьем дивизионе. В первой половине 2014 года выступал на правах аренды за «Аль-Ахли» (Сана) по приглашению боснийского тренера Джениса Чосича и стал вице-чемпионом Йемена.
С 2015 года играл за клубы разных стран бывшей Югославии. С февраля по август 2015 года выступал в высшем дивизионе Хорватии за клуб «Истра 1961», а большую часть сезона 2015/16 провёл в клубе «Сегеста» во второй лиге Хорватии. Осенью 2016 года играл во второй лиге Словении за «Брежице». В 2017 году выступал за клуб чемпионата Черногории «Искра» (Даниловград). С 2018 года несколько лет играл на родине за клубы премьер-лиги «Витез», «Слобода» (Тузла), «Тузла Сити», «Олимпик» (Сараево).
В сезоне 2021/22 играл за клуб «Академия Пандев», с которым стал вице-чемпионом Македонии. Летом 2022 года перешёл в другой македонский клуб — «Брегалница».
Выступал за юниорские сборные Боснии и Герцеговины. В составе сборной 19-летних сыграл 3 матча в отборочных турнирах первенства Европы.

## Достижения
- Серебряный призёр чемпионата Эстонии: 2013
- Финалист Кубка Эстонии: 2012/13
- Серебряный призёр чемпионата Йемена: 2013/14
- Серебряный призёр чемпионата Македонии: 2021/22